# Staatssekretariat für Sicherheitspolitik

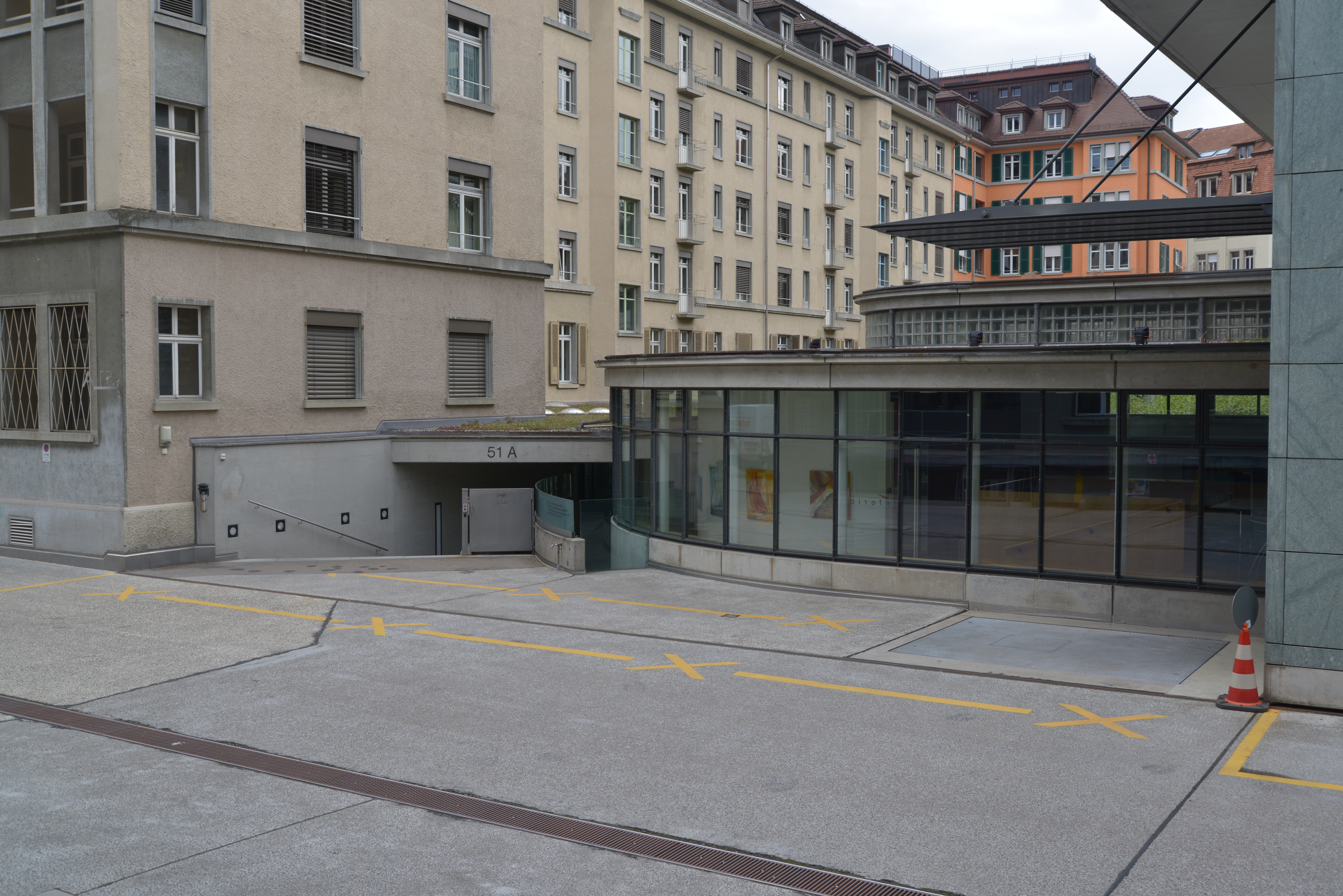
Teile des Staatssekretariates für Sicherheitspolitik sind, zusammen mit anderen Bundesbehörden, an der Monbijoustrasse in Bern angesiedelt

Das Staatssekretariat für Sicherheitspolitik SEPOS (französisch Secrétariat d’État à la politique de sécurité SEPOS, italienisch Segreteria di Stato della politica di sicurezza SEPOS) ist eine Bundesbehörde der Schweizerischen Eidgenossenschaft.
Das im Jahr 2024 geschaffene Staatssekretariat untersteht dem Eidgenössischen Departement für Verteidigung, Bevölkerungsschutz und Sport. Als erster Staatssekretär wurde der Brigadier und ehemalige Chef Beziehungen Verteidigung Markus Mäder ernannt. Seine Stellvertreterin ist Pälvi Pulli, welche für die Dauer ihrer Funktion vom Bundesrat den Botschaftertitel erhalten hat. Ursprünglich hätte Jean-Daniel Ruch der erste Staatssekretär des SEPOS werden sollen. Dieser scheiterte allerdings an der Personensicherheitsprüfung (PSP).

## Aufgaben
Das Staatssekretariat ist in drei Fachstellen aufgeteilt, welche für die verschiedenen Aufgaben der Behörde zuständig sind:

### Strategie und Kooperation
Das SEPOS erarbeitet zusammen mit Bund und Kantonen die Sicherheitspolitischen Berichte (Sipol-B) des Bundesrates, welche die Elemente der schweizerischen Sicherheitspolitik aufzeigen. Weiter beschaffte es zusammen mit der Armee die Informationen, die die Entscheidungsfindung von Bundesrat und Parlament über die Auslandseinsätze ebendieser unterstützen. Gerade die Armee kämpft seit einiger Zeit mit Personalmangel. Deshalb wird in der Politik über die Überarbeitung des Dienstpflichtmodells diskutiert. Auch der Bundesrat befasst sich mit dem Thema. Die dafür notwendige Arbeit übernimmt das SEPOS. Es ist ebenfalls dafür zuständig, die Treffen zu begleiten, welche der Verteidigungsminister und der Staatssekretär mit anderen Staaten durchführen, um die internationale Kooperation der Schweiz in Verteidigungsfragen zu entwickeln. Zu guter Letzt beherbergt das SEPOS auch die Delegierten des Sicherheitsverbundes Schweiz (SVS) und deren Geschäftsstelle. Die Mitglieder des SVS führen regelmässig Sicherheitsverbundsübungen (SVU) durch, bei welchen das Zusammenspiel der verschiedenen Akteure, von Blaulichtorganisationen bis zur Swisscom, geprobt wird. Das SEPOS unterstützt die Organisation dieser Übungen.

### Fachstelle des Bundes für Informationssicherheit
Diese Fachstelle ist für die Durchführung des Betriebssicherheitsverfahrens (BSV) zuständig: Sollen Unternehmen für die öffentliche Hand Aufträge, welche mit der Verarbeitung von als «vertraulich» oder «geheim» klassifizierten Informationen verbunden sind, übernehmen, dann überprüft das SEPOS diese noch vor der Erteilung des Zuschlages einer Eignungsprüfung. Diese richtet sich nach den Standards, die noch vor der Ausschreibung festgelegt worden sind. Setzt das Unternehmen die Anforderungen im Rahmen eines Sicherheitskonzeptes um, dann erhält es vom SEPOS eine Betriebssicherheitserklärung.
Das SEPOS vertritt die Schweiz auch in internationalen Sicherheitsbelangen. In dieser Funktion wickelt es kritische Aufträge mit Firmen im Ausland ab und ist involviert, wenn lokale Unternehmen dasselbe für das Ausland tun. Es arbeitet ebenso internationale Sicherheitsabkommen aus, welche die im Kompetenzbereich des SEPOS stehenden Aufgabenbereiche (PSP, BSV usw.) zwischenstaatlich regeln. Ebenso laufen internationale Reisen von Personen mit kritischen Informationen über das SEPOS.

### Fachstelle Personensicherheitsprüfungen VBS
Die Fachstelle Personensicherheitsprüfungen VBS ist dafür zuständig, Personen, welche Zugang zu kritischen Informationen erhalten, auf ihre Vertrauenswürdigkeit zu überprüfen. Diese Personensicherheitsprüfung übernimmt das SEPOS für Angestellte des Bundes und der Kantone, die Armee (sowohl für Angehörige der Armee als auch für Stellungspflichtige bei der Rekrutierung), aber auch für private Firmen und bei Angestellten von Kernkraftwerken und Swissgrid.

## Personalbestand
| Jahr | Vollzeitstellen |
| ---- | --------------- |
| 2024 | 85              |